# 포도김누라속
포도김누라속(Podogymnura)은 고슴도치과 털고슴도치아과에 속하는 포유류 속의 일종이다. 다음 2종을 포함하고 있다.

## 특징
다른 털고슴도치류처럼 뾰족한 주둥이를 갖고 있다. 등 쪽은 불그스레한 갈색 또는 회색을 띠고 배 쪽은 희다.

## 분포 및 서식지
민다나오 섬과 인근 섬의 제한된 좁은 지역에 분포한다. 서식지는 해발 1700m와 2300m 사이의 산악 숲이다.

## 하위 종
- 디나가트털고슴도치 (P. aureospinula)
- 민다나오털고슴도치 (P. truei)